# Nicolas Rigault
Nicolas Rigault, noto anche come Rigaltius (Parigi, 1577 – Toul, 1654), è stato un magistrato, bibliotecario e filologo francese.
Educato dai Gesuiti, fu consigliere del Parlamento di Metz, procuratore generale a Nancy, e intendente della provincia di Toul.
Curò edizioni critiche di Fedro, Marziale, Giovenale, Tertulliano, Marco Minucio Felice, Cipriano, e opere varie quali Rei accipitrariæ scriptores (1612) e Rei agrariae scriptores (1613). 
Pubblicò in latino la Apomasaris Apotelesmata di Leunclavius, con riferimenti al manoscritto greco originale, e unitamente agli Oneirocritica di Artemidoro di Daldi.
Fu bibliotecario presso Luigi XIII di Francia. Il suo pseudonimo era J.B. Aeduus.